# خاطره پروانه
اقدس خاوری (۱۳۰۸ – ۱۵ آبان ۱۳۸۷) با نام هنری خاطره پروانه، خواننده و ردیف‌دان موسیقی سنتی ایرانی بود.

## زندگی

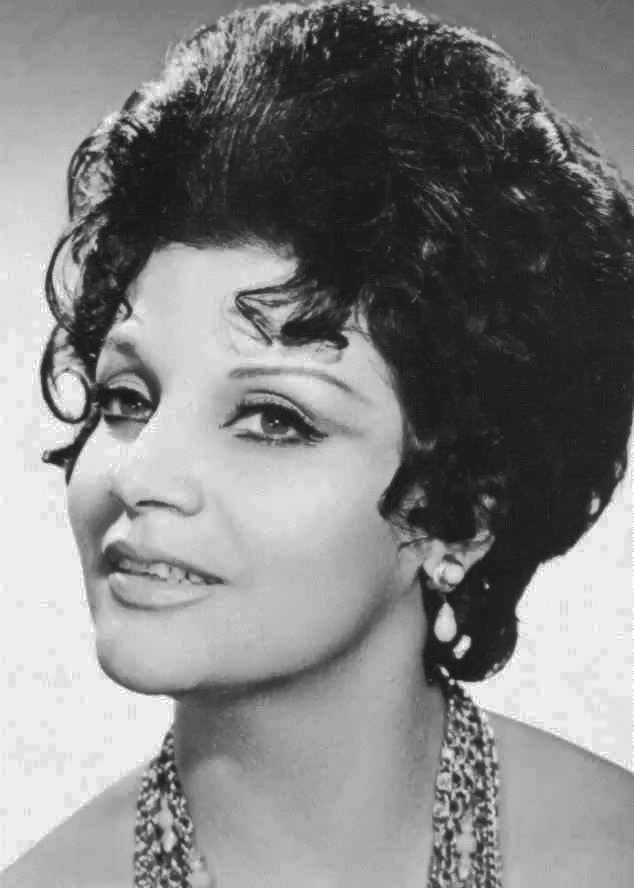

اقدس خاوری که او را با نام هنری «خاطره پروانه» می‌شناسند، در سال ۱۳۰۸ خورشیدی در تهران و در خانواده‌ای اهل هنر زاده شد. مادر او، پروانه (خانم موچول)، خواننده معروف سال‌های نخستین قرن گذشته بود که علاوه بر صدای خوش اندوهگینی که داشت، با «نواختن» نیز بیگانه نبود. ویولن را از حسین خان اسماعیل‌زاده و سه‌تار را از رضاقلی خان نوروزی آموخته بود و پس از آشنائی با حبیب سماعی، استاد سنتور، با چم و خم این ساز نیز آشنا شده بود. مادر پروانه، در جوانی به دلیل ابتلا به بیماری سل درگذشت و خاطره دو سه ساله را تنها گذاشت. خاطره می‌گوید نخستین بار با موسیقی از طریق صفحات آواز مادرش آشنا شده‌است.

## بیماری و درگذشت

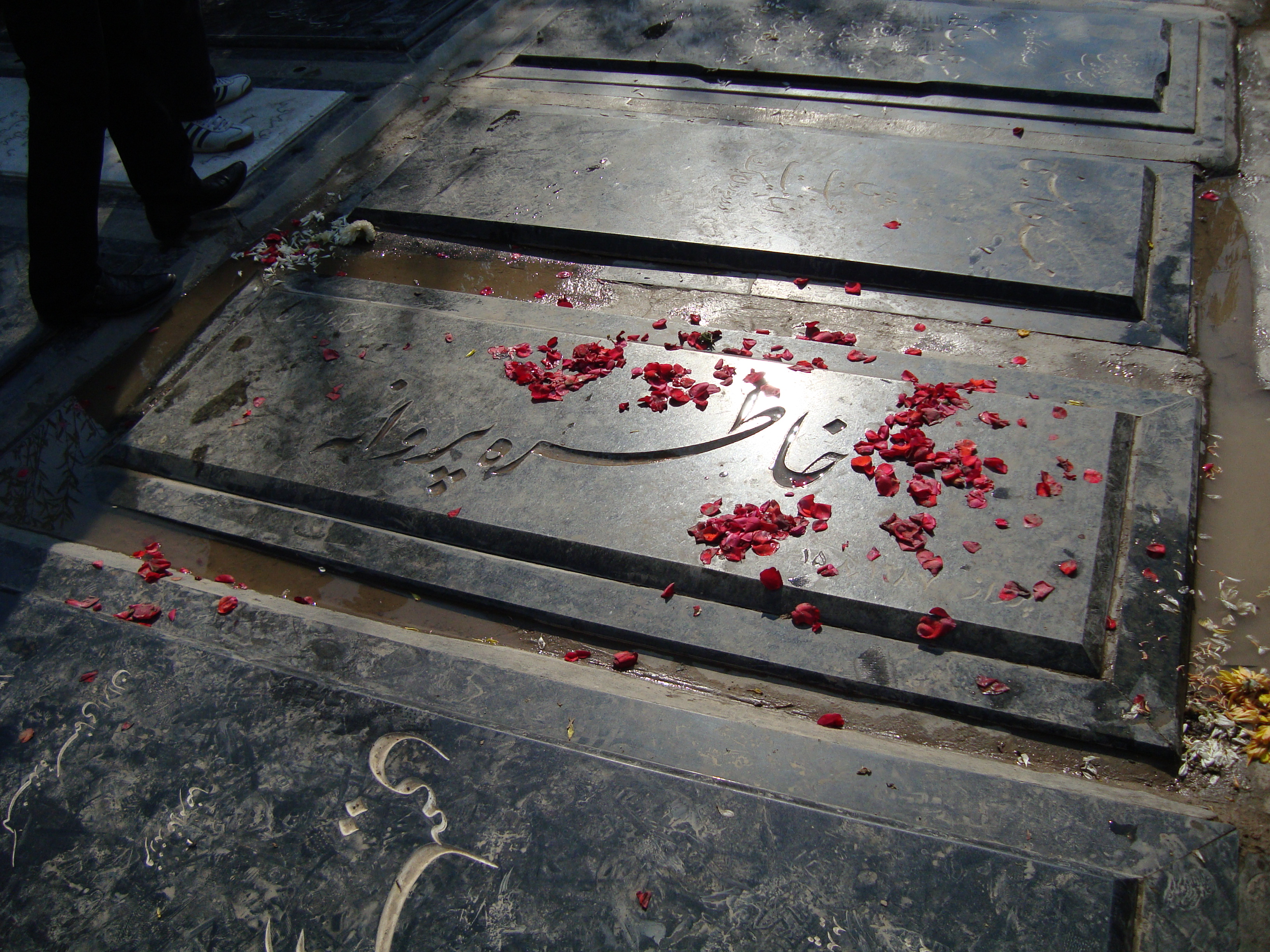

خاطره پروانه که به دلیل شکستگی استخوان پا در بستر بیماری به سر می‌برد، پس از تحمل ۸ ماه بیماری، ساعت ۴:۳۰ بامداد روز چهارشنبه ۱۵ آبان ۱۳۸۷ در سن ۷۹ سالگی در منزل خود بر اثر ایست قلبی درگذشت.

## ترانه‌شناسی

### سفر کرده
| نام ترانه | ترانه‌سرا    | آهنگساز     | تنظیم      |
| --------- | ----------- | ----------- | ---------- |
| قصه عشق   |             |             |            |
| مبارک باد | محلی شیرازی | محلی شیرازی |            |
| جام بلور  | لعبت والا   | محمد حیدری  | محمد حیدری |
| غم جدایی  | لعبت والا   | خوشدل       |            |
| سفر کرده  |             |             |            |
| قسم       |             |             |            |

### غم جدایی
| نام ترانه | ترانه‌سرا    | آهنگساز    | تنظیم |
| --------- | ----------- | ---------- | ----- |
| غم جدایی  | لعبت والا   | خوشدل      |       |
| اشک       | لعبت والا   | حیدری      |       |
| ترانه     | قدیمی       | قدیمی      |       |
| دعایم کن  | تیمور گرگین | افلیا پرتو |       |
| قصه دل    | لعبت والا   | خوشدل      |       |

## ترانه‌ها
- شب‌های تهران با آهنگسازی مجید وفادار و شعر کریم فکور[۱]